# 夢二郷土美術館

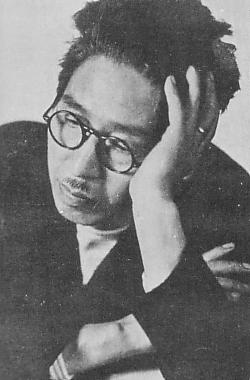
竹久夢二（1884-1934）

夢二郷土美術館（ゆめじきょうどびじゅつかん、Yumeji Art Museum）は岡山県岡山市中区（本館）と瀬戸内市（別館）にある岡山県の登録博物館。運営は、両備グループが設立した公益財団法人両備文化振興財団。館長は両備グループ代表の小嶋光信。

## 概要
岡山県邑久郡本庄村（現：瀬戸内市邑久町本庄）出身で明治～大正にかけて活躍した画家・詩人である竹久夢二の作品を集めた美術館であり、本館が後楽園外苑の岡山市中区浜に、別館が瀬戸内市邑久町にある。

## 略歴
- 1966年（昭和41年）西大寺市（現：岡山市東区西大寺）に夢二郷土美術館を開設。
- 1970年（昭和45年）邑久郡邑久町（現：瀬戸内市邑久町）の竹久夢二生家を整備し、美術館として開設する。
- 1979年（昭和54年）博物館登録。　竹久夢二生家の周辺を整備し、夢二生誕95年を記念して夢二のアトリエ・少年山荘を復元し、公開。
- 1984年（昭和59年）岡山市中区浜に夢二生誕100年を記念して新本館を建設、開館する。　以降、夢二生家と少年山荘を分館とする。

## 所蔵作品

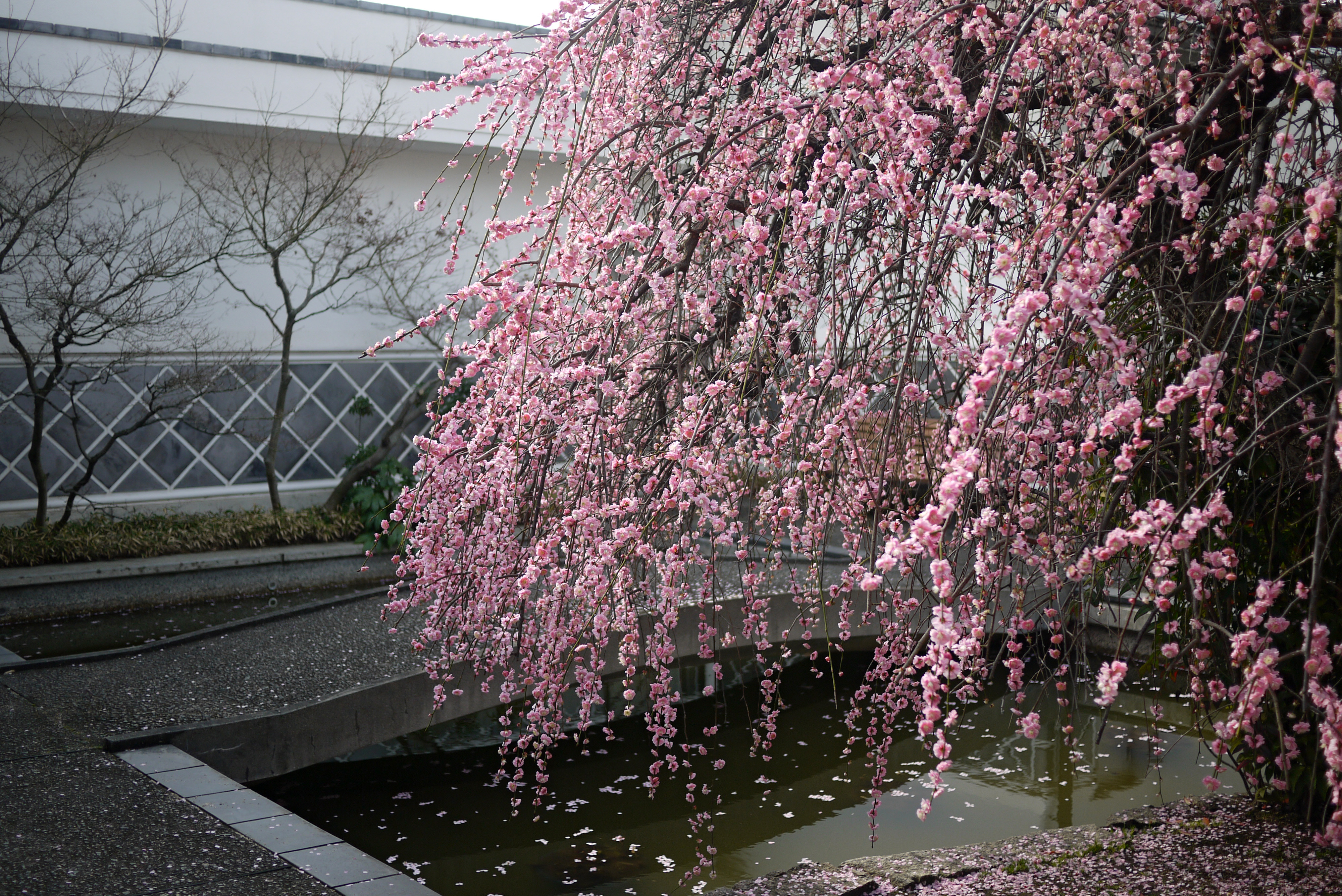
本館庭の枝垂れ梅

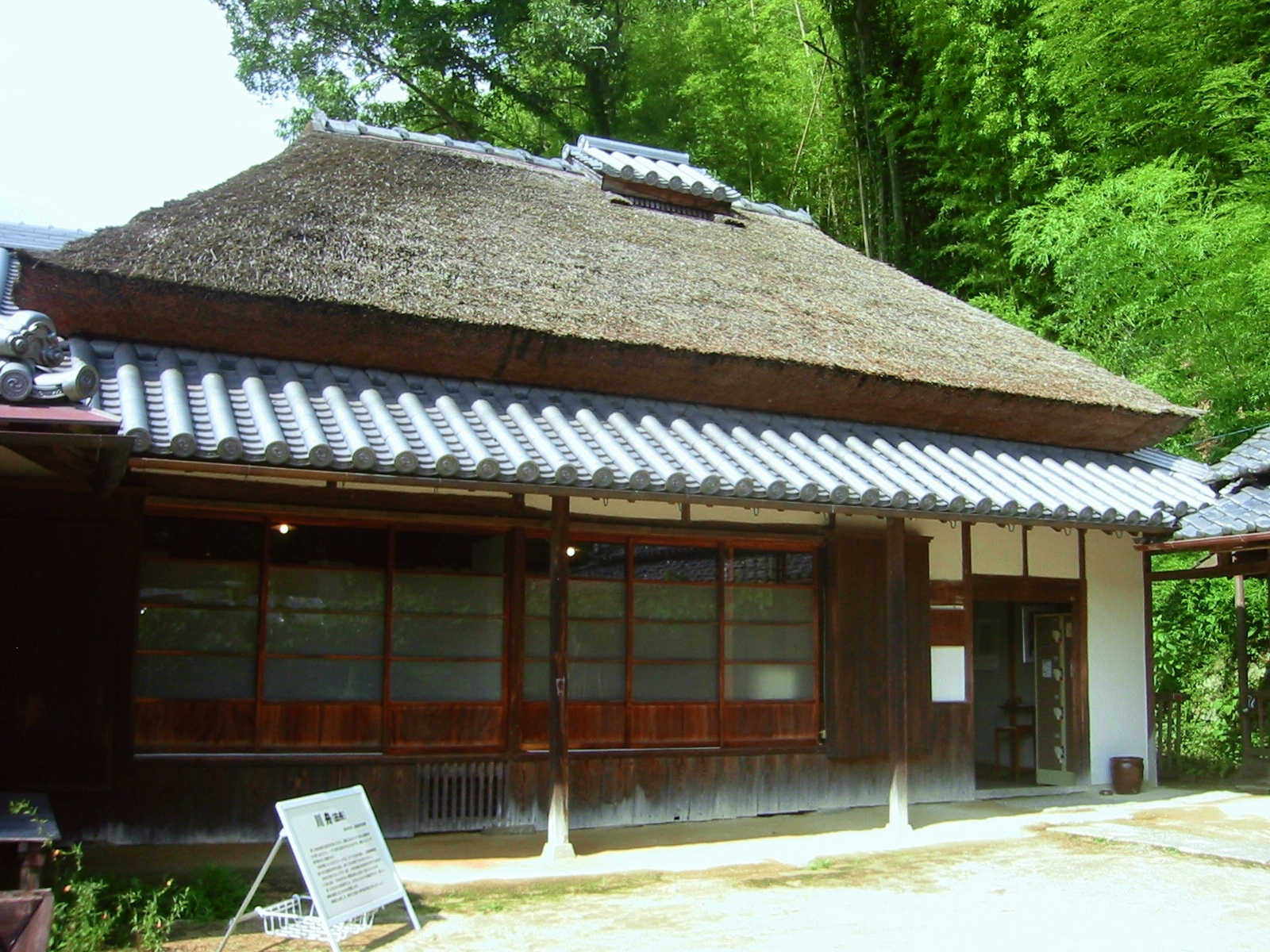
夢二生家

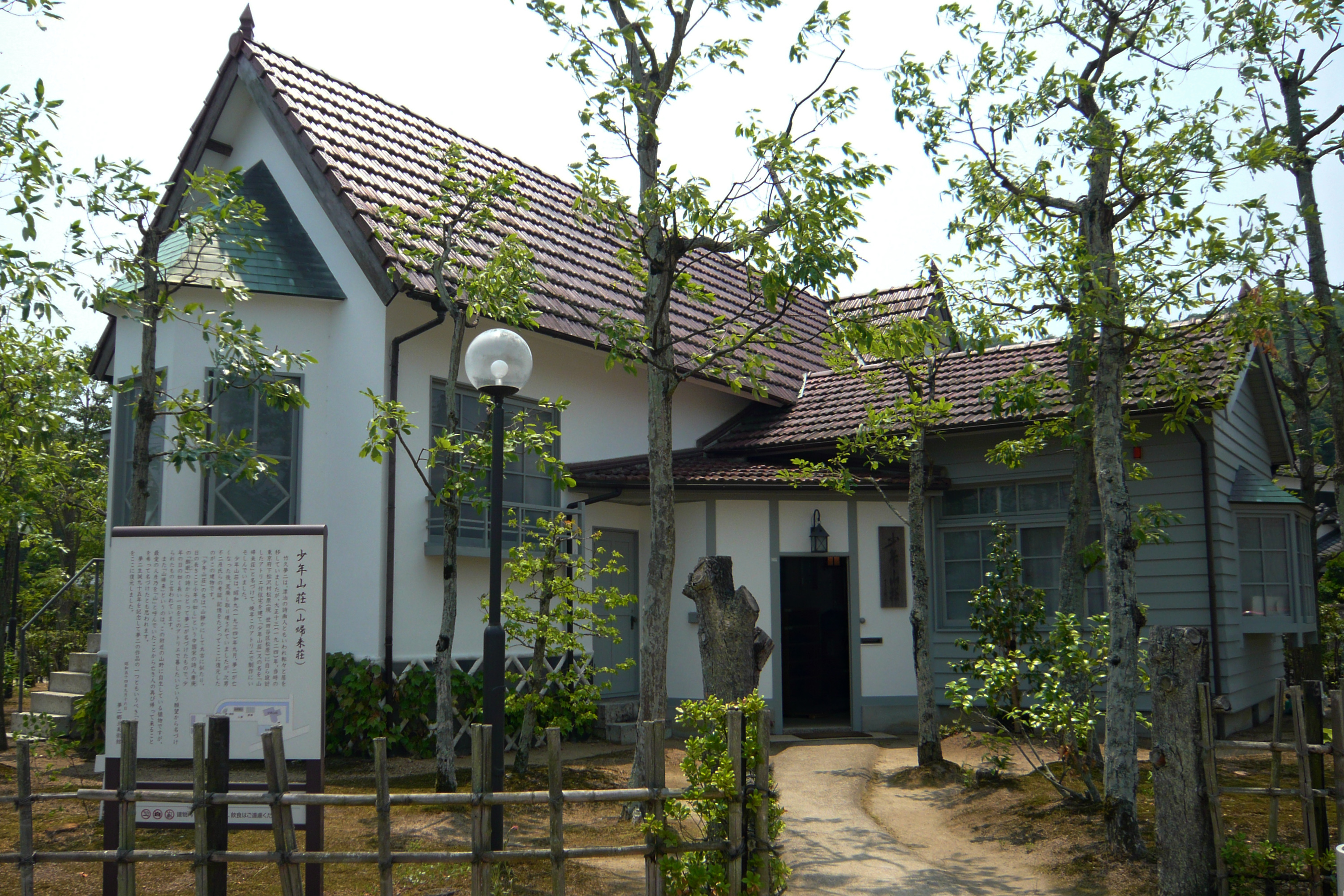
少年山荘

竹久夢二の「立田姫」「秋のいこい」「加茂川」をはじめ、挿絵・詩文が掲載された雑誌などの資料、約2000点。本館では常時100点を展示し、年2回、夢二の幅広い仕事の紹介を目的として企画展を開催している。

## 分館

### 所在地
〒701-4214 
岡山県瀬戸内市本庄

### 夢二生家
夢二生家は夢二が16歳まで過ごした場所であり、夢二が幼少時代に過ごした部屋などを当時のままの姿で保存している。夢二の作品などを展示している。

### 少年山荘
少年山荘（山帰来荘）は1924年に夢二が東京府荏原郡松沢村松原（現：東京都世田谷区松原）に自らデザインして建設したアトリエ兼住居であり、夢二生誕95年を記念して故郷・邑久に夢二の次男の考証をもとに復元したものである。夢二の生前の写真などを展示している。

### 出版文献
- 楢原雄一『夢二郷土美術館』日本文教出版「岡山文庫」、1999年

## 利用案内
以下の情報は2009年3月現在のものである。利用時には公式ホームページを参照されたい。
開館時間
- 午前9時から午後5時まで（入館は午後4時半まで）

休館日
- 月曜日（月曜日が祝日・振替休日の場合は翌日）

## 交通アクセス
本館
- 岡電バス　JR岡山駅前より藤原団地行きで約15分、「蓬莱橋・夢二郷土美術館前」下車すぐ
- 宇野バス　JR岡山駅前より東岡山行きで約10分、「浜（岡山プラザホテル前）」下車、徒歩5分
- 岡山電気軌道東山本線　JR岡山駅前より約5分城下電停下車、徒歩15分
- タクシー　JR岡山駅前より約10分
- 自動車　山陽自動車道岡山ICより約30分

分館
- JR赤穂線で岡山駅より30分、邑久駅下車、バスまたはタクシーで10分
- 両備バス　JR岡山駅前から西大寺バスセンター行き約40分、西大寺バスセンターより、東備バス北まわり牛窓行きに乗り換え約15分、「夢二生家前」下車すぐ
- 自動車　岡山ブルーライン邑久ICより約3分

## 特記事項
- 当美術館は1985年に郷土芸術家の作品の収集、展示による地域活動が評価され、岡山県内では初となるサントリー地域文化賞を受賞した。
- 本館はかつての西大寺鉄道・後楽園駅の跡地に建設された。なお、西大寺鉄道は当美術館の運営を行っている財団法人の母体企業・両備ホールディングスの前身である。